# Vive chi vive
Vive chi vive è il primo EP di Franco Califano, pubblicato nel 2001 dalla NAR International. 

## Tracce
Testi e musiche di Franco Califano, eccetto dove indicato.
1. Vive chi vive - 3:56 (Califano, Zappy, Palazzolo)
2. Una manciata di miracoli - 4:50
3. Me 'nnamoro de te - 3:11
4. Malafemmena - 3:26 (Totò)